# Ñahuimpuquio (distrito)
Ñahuimpuquio é um distrito do Peru, departamento de Huancavelica, localizada na província de Tayacaja.

## Transporte
O distrito de Ñahuimpuquio é servido pela seguinte rodovia:
- HV-110, que liga a cidade ao distrito de Vilca
- PE-3S, que liga o distrito de La Oroya à Ponte Desaguadero (Fronteira Bolívia-Peru) - e a rodovia boliviana Ruta 1 - no distrito de Desaguadero (Região de Puno)
- PE-3SC, que liga a cidade de Huancayo (Região de Junín) ao distrito
- PE-3SD, que liga a cidade de San Miguel de Mayocc ao distrito [1][2][3]